# Норвегія на зимових Паралімпійських іграх 1998
Норвегія на зимових Паралімпійських іграх 1998 року, що проходили в японському місті Нагано, була представлена 43 спортсменами, які змагалися у 4 видах спорту (4 спортсмени у гірськолижному спорті, 14 — у пара-хокеї, 8 у ковзанярському спорті і 18 — у лижних перегонах та біатлоні). Норвезькі паралімпійці завоювали 40 медалей, з них 18 золотих, 9 срібних та 13 бронзових. Паралімпійська збірна Норвегії посіла перше загальнокомандне місце.

## Медалісти
| Медаль | Призери | Вид спорту          | Дисципліна                                      |
| ------ | --- | ------------------- | ----------------------------------------------- |
| Золото | Рагнгільд Мюклебуст | Біатлон             | 7,5 км сидячи (жінки)                           |
| Золото | Рагнгільд Мюклебуст | Лижні перегони      | 5 км, сидячи (жінки)                            |
| Золото | Рагнгільд Мюклебуст | Лижні перегони      | 2,5 км, сидячи (жінки)                          |
| Золото | Рагнгільд Мюклебуст | Лижні перегони      | 10 км, сидячи (жінки)                           |
| Золото | Стен Олуф Горн | Лижні перегони      | 5 км, класичний стиль, сидячи (чоловіки)        |
| Золото | Стен Олуф Горн | Лижні перегони      | 10 км, класичний стиль, сидячи (чоловіки)       |
| Золото | Карл Ейнар Генріксен | Лижні перегони      | 10 км, сидячи (чоловіки)                        |
| Золото | Карл Ейнар Генріксен | Лижні перегони      | 15 км, сидячи (чоловіки)                        |
| Золото | Тоні Граввольд | Лижні перегони      | 5 км, з вадами зору (чоловіки)                  |
| Золото | Анне Гелене Барлунд Торе Граввольд Рагнгільд Мюклебуст | Лижні перегони      | відкрита естафета, 3х2,5 км (жінки)             |
| Золото | Гельге Бйорнстад Томмі Ровелстад Ескіль Гаген Стіг Торе Свее Кнут Ерлінг Гранос Атле Гаглунд Йон Єнсгаген Стіг Кйолнес К'єтіль Корбу Нільсен Ганс Христіан Норсет Рольф Ейнар Еюен Ерік Сандбротен Мортен Сюверсен Арне Вік | пара-хокей          |                                                 |
| Золото | Кнут Лундстрем | Ковзанярський спорт | 100 м, LW11 (чоловіки)                          |
| Золото | Кнут Лундстрем | Ковзанярський спорт | 500 м, LW11 (чоловіки)                          |
| Золото | Кнут Лундстрем | Ковзанярський спорт | 1000 м, LW11 (чоловіки)                         |
| Золото | Кнут Лундстрем | Ковзанярський спорт | 1500 м, LW11 (чоловіки)                         |
| Золото | Анне Метте Самдаль | Ковзанярський спорт | 100 м, LW11 (жінки)                             |
| Золото | Анне Метте Самдаль | Ковзанярський спорт | 500 м, LW11 (жінки)                             |
| Срібло | К'яртан Гоген | Лижні перегони      | 5 км, класичний стиль, стоячи (чоловіки)        |
| Срібло | Магне Лунде | Лижні перегони      | 5 км, класичний стиль, з вадами зору (чоловіки) |
| Срібло | Андреас Густвейт | Лижні перегони      | 15 км, вільний стиль, сидячи (чоловіки)         |
| Срібло | Анне Гелене Барлунд | Лижні перегони      | 5 км, класичний стиль, стоячи (жінки)           |
| Срібло | Анне Гелене Барлунд | Лижні перегони      | 15 км, класичний стиль, стоячи (жінки)          |
| Срібло | Уно Францен | Ковзанярський спорт | 500 м, LW10 (чоловіки)                          |
| Срібло | Уно Францен | Ковзанярський спорт | 1000 м, LW10 (чоловіки)                         |
| Срібло | Тоне Едвардсен | Ковзанярський спорт | 500 м, LW10 (жінки)                             |
| Срібло | Тоне Едвардсен | Ковзанярський спорт | 1000 м, LW10 (жінки)                            |
| Бронза | Андреас Густвейт | Біатлон             | 7,5 км, сидячи (чоловіки)                       |
| Бронза | Карл Ейнар Генріксен | Лижні перегони      | 5 км, сидячи (чоловіки)                         |
| Бронза | Гельге Фло | Лижні перегони      | 5 км, класичний стиль, з вадами зору (чоловіки) |
| Бронза | К'яртан Гоген Стен Олуф Горн Андреас Густвейт Магне Лунде | Лижні перегони      | естафета 4х5 км стоячи/з вадами зору (чоловіки) |
| Бронза | Сів Вестенген | Лижні перегони      | 15 км, класичний стиль, стоячи (жінки)          |
| Бронза | Сів Вестенген | Лижні перегони      | 5 км, класичний стиль, стоячи (жінки)           |
| Бронза | Анне Гелене Барлунд | Лижні перегони      | 5 км, вільним стиль, стоячи (жінки)             |
| Бронза | Тоне Граввольд | Лижні перегони      | 15 км, вільний стиль, з вадами зору (жінки)     |
| Бронза | Уно Францен | Ковзанярський спорт | 500 м, LW10 (чоловіки)                          |
| Бронза | Уно Францен | Ковзанярський спорт | 1500 м, LW10 (чоловіки)                         |
| Бронза | Ларс Андресен | Ковзанярський спорт | 500 м, LW11 (чоловіки)                          |
| Бронза | Лене Тюстад | Ковзанярський спорт | 1000 м, LW11 (жінки)                            |
| Бронза | Тоне Едвардсен | Ковзанярський спорт | 1500 м, LW10 (жінки)                            |